# Willi Ritterbusch
Wilhelm Friedrich Adolf (Willi) Ritterbusch (Werdau, 3 luglio 1892 – Skelund, 10 aprile 1981) è stato un politico tedesco, Generalkommissar zur Besonderen Verwendung (commissario generale con incarichi speciali) del Reichskommissariat Niederlande, governo tedesco di occupazione dei Paesi Bassi, dal giugno 1943 al maggio 1945.
È stato uno dei quattro ministri del Reichskommissar, Arthur Seyss-Inquart, dopo che il suo predecessore, Fritz Schmidt morì il 26 giugno 1943 in condizioni non del tutto chiare.
Willi Ritterbusch , nel 1923, divenne membro attivo del Partito Nazionalsocialista Tedesco dei Lavoratori (NSDAP). Successivamente, all'interno del partito raggiunse il grado di Gauleiter e nel 1933 quello di Kreisleiter a Merseburg. Il 31 luglio 1940 ricevette l'incarico di Beauftragte (rappresentante del Reichskommissar) dei Paesi Bassi nella provincia del Brabante Settentrionale.
Il 26 giugno 1943 iniziò a con l'assumere le funzioni di Generalkommissar zur Besonderen Verwendung del defunto Fritz Schmidt, mentre per la nomina dovette attendere il 1º dicembre 1943: carica che ricoprì fino alla resa tedesca nel maggio del 1945.